# Juanita Larrauri

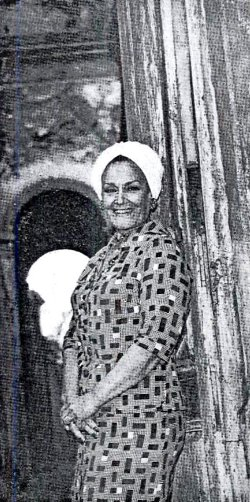
Juanita Larrauri (1972)

Juana „Juanita“ Larrauri de Abramí (* 12. März 1910 in Buenos Aires; † 21. Februar 1990 ebenda) war eine argentinische Tangosängerin und Politikerin.

## Leben
Larrauri wurde als Sängerin hauptsächlich durch Auftritte im Radio bekannt. Sie debütierte 1931 bei Radio Nacional mit einem Gitarrentrio und trat dort später mit dem  Trío Sureda auf. Im Folgejahr sang sie bei Radio Mayo und Radio Rivadavia, bei letzterem begleitet von den Gitarristen Humberto Canataro und Roberto Marcos Pedretti. 1934 trat sie bei Radio Nacional mit dem Orchester Alberto Gambinos auf, 1935 bei Radio Prieto und Radio Argentina mit einem Trio aus Geige, Klavier (Francisco Trópoli) und Bandoneon (Minotto Di Cicco). 
Im Jahr 1936 kam sie zu Radio del Pueblo und nahm ihre ersten Titel beim Label Odeon auf: Castigo von Juan Canaro und Luis Rubistein und Sueño fue von Luis Rubistein und Jesús Fernández Blanco. Bei Radio Mitre sang sie Duette mit Oscar Alonso und dem Orchester Horacio Pettorossis. Bei Radio Belgrano, Radio Mitre und Radio Porteña präsentierte sie 1937 Shows mit den Gitarristen Jaime Vila, Antonio Ciaccio und José Cortecce.
Seit Beginn der Präsidentschaft Juan Peróns (1946) war Larrauri Anhängerin seiner Politik und wurde zunehmend selbst politisch aktiv. So wurde sie von Eva Perón ausgewählt um die Frauenorganisation des Partido Peronista zu leiten. Als 1947 das aktive und passive Wahlrecht für Frauen eingeführt wurde, wurde sie für die Wahlperiode 1952–1958 als Senatorin für die Provinz Entre Ríos in den Argentinischen Nationalkongress gewählt. 1955 endete ihre Amtszeit vorzeitig wegen eines Militärputsches gegen Juan Perón. Aufgrund ihrer politischen Aktivitäten trat ihre musikalische Laufbahn in den Hintergrund.
1952 sang Larrauri die von Rodolfo Sciamarella komponierte Parteihymne Evita Capitana. 1972 nahm sie die LP Canto para mi pueblo mit zwölf Titeln auf, begleitet teils von einem Gitarrenensemble, teils vom Orchester Tití Rossis. Darunter waren die Titel El ciruja, La cumparsita, Julián, Morena Clara, Nueve de Julio, La piba de Mano a mano und Anoche.